# Wilfried van Moer
Wilfried van Moer (Beveren, Bélgica, 1 de marzo de 1945-Lovaina, 24 de agosto de 2021) fue un futbolista y entrenador belga, que jugaba de mediocampista y militó en diversos clubes de Bélgica.

## Selección nacional
Con la Selección de fútbol de Bélgica, disputó 57 partidos internacionales y anotó 9 goles. Tuvo participación en 2 ediciones de la Copa de Mundo. La primera fue en la edición de México 1970, donde su selección quedó eliminada en la primera fase y la segunda fue en la edición de España 1982, donde su selección llegó a la segunda fase. También participó en la edición de la Eurocopa deItalia 1980, cuando su selección llegó a la Final de Roma, perdiendo ante Alemania por 2-1.

### Participaciones en Copas del Mundo
| Mundial                        | Sede   | Resultado    |
| ------------------------------ | ------ | ------------ |
| Copa Mundial de Fútbol de 1970 | México | Primera Fase |
| Copa Mundial de Fútbol de 1982 | España | Segunda Fase |

### Participaciones en Eurocopas
| Eurocopa      | Sede   | Resultado  |
| ------------- | ------ | ---------- |
| Eurocopa 1980 | Italia | Subcampeón |

## Clubes
| Club           | País    | Año         |
| -------------- | ------- | ----------- |
| Beveren        | Bélgica | 1961 - 1965 |
| Royal Amberes  | Bélgica | 1965 - 1968 |
| Standard Lieja | Bélgica | 1968 - 1976 |
| K Beringen FC  | Bélgica | 1976 - 1980 |
| Beveren        | Bélgica | 1980 - 1982 |
| Sint-Truidense | Bélgica | 1982 - 1984 |

## Fallecimiento
A los setenta y seis años murió el 24 de agosto de 2021 en un hospital de Lovaina debido a una hemorragia cerebral.